# داريل هوبز
داريل هوبز (بالإنجليزية: Daryl Hobbs)‏ هو لاعب كرة قدم أمريكية أمريكي، ولد في 23 مايو 1968 في فيكتوريا في الولايات المتحدة.

## وصلات خارجية
- داريل هوبز على موقع مرجع كرة القدم المحترفة.كوم (الإنجليزية)
- داريل هوبز على موقع JustSportsStats.com (الإنجليزية)